# Fiche d'expression rationnelle des objectifs de sécurité
La méthode FEROS (pour Fiche d'expression rationnelle des objectifs de sécurité) est une méthode d'évaluation des risques développée par la Direction Centrale de la Sécurité des Systèmes d'Information (DCSSI).
La Direction générale de la modernisation de l'État a développé avec la DCSSI, dans le cadre du programme ADELE, sept fiches FEROS.